# Брусничное муниципальное образование
Брусничное муниципальное образование — муниципальное образование со статусом сельского поселения в 
Нижеилимском районе Иркутской области России. Административный центр — посёлок Брусничный.

## Демография
По результатам Всероссийской переписи населения 2010 года 
численность населения муниципального образования составила 490 человек, в том числе 238 мужчин и 252 женщины.

## Населённые пункты
В состав муниципального образования входят населённые пункты
- Брусничный